# 生誕20周年記念 ビーストウォーズ復活祭への道
『生誕20周年記念 ビーストウォーズ復活祭への道』（せいたん20しゅうねんきねん ビーストウォーズふっかつさいへのみち）とは2016年1月から3月まで放送されたアニメーション作品『ビーストウォーズ 超生命体トランスフォーマー』の紹介番組のタイトル。

## 概要
2016年に放送開始から20周年を迎える「ビーストウォーズ 超生命体トランスフォーマー」の魅力や関連玩具の最新情報を「キュートランスフォーマー」の紅一点・アーシーが紹介する。第1回・第2回の解説の内容はウィキペディアのビースト関連記事の記載文を公式流用している。

## コーナー
ここがスゴいわ!ビーストウォーズ
第3回から第8回まで放送。「ビーストウォーズ」の様々な魅力を紹介するが、ジャンルにかかわらず毎回藤原啓治にインタビューをするのがお約束である。第9回・第10回は未公開シーンとして「上坂すみれの変身!!」コーナー中に放送。
ビーストコンボイ マスターピースへの道
2016年に発売が予定されているトランスフォーマー マスターピースシリーズのビーストコンボイの製作過程を紹介。ここではアーシーがビーストのおもちゃに関係したアドリブトークを繰り広げる。第11回では藤原啓治がグレー試作の変形にチャレンジした。
上坂すみれ 初めての変身!! / 上坂すみれ 2回目の変身!!
第9回・第10回で放送。上坂すみれが玩具を変形させてみる企画。第9回はダイノボット、第10回はチータスに挑戦。
ビーストウォーズ もう一度みたい名場面ランキング
第12回・第13回放送。視聴者から募集した名場面をランキング形式で紹介。各話リストで括弧内は海外版話数。ビーストウォーズメタルス最終話（第26話）「ファイナルリミックス・バナナをわすれた!」は総集編で日本語版の最終回。
- 第1位 ビーストウォーズメタルス最終話（第26話）「ファイナルリミックス・バナナをわすれた!」
- 第2位 第11話（第9話）「さよならラットル!?」
- 第3位 ビーストウォーズメタルス第8話（第9話）「あばよっ！」
- 第4位 第21話「不死身のスタースクリーム」
- 第5位 第22話「ストップ・ザ･くしゃみ」
- 第6位 最終話（第26話）「平和を守るために…」
- 第7位 第25話「恐怖の大王現る！」
- 第8位 第20話「ジャングルぐるぐる」
- 第9位 第2話「倒せ！デストロン」
- 第10位 第19話「よみがえれビーストパワー！」

ビーストウォーズ復活祭 最新情報
第1回・第2回・第13回放送。トランスフォーマーFESの情報紹介。
ED紹介戦士
- 第1回・第8回 - コンボイ、チータス
- 第2回・第9回 - メガトロン、ラットル
- 第3回・第10回 - ライノックス、テラザウラー
- 第4回・第11回 - タランス、ワスピーター
- 第5回・第12回 - ダイノボット、ブラックウィドー
- 第6回・第13回 - タイガトロン、スコルポス
- 第7回 - インフェルノ、エアラザー

## 出演
- 上坂すみれ（アーシー）

メインパーソナリティ。苔のお姉さん。
- 藤原啓治（第3回 - 第11回）

『ビーストウォーズ』日本語版ダイノボット役。

## スタッフ
- 企画 - 田島豊、椎木隆太
- 企画協力 - 流石正、高岡悠人、幸日佐志、小林弘典、松岡良督
- 構成協力 - 平間邦修
- 取材協力 - 岡嶋大介、高橋陽平、冨永俊介
- 構成・演出 - 石ダテコー太郎
- 音楽 - Hajime・Jiro（from LiLi）
- 編集 - 桜井克也、名古屋菜月
- MA - 三留雄也
- プロデューサー - 小縣拓馬、芦塚明子
- 制作 - DLE
- 著作 - タカラトミー

## 主題歌
「BOYS&GIRLS」
作詞 - 松尾レミ / 作曲・編曲・歌 - GLIM SPANKY
2016年5月7日・5月8日に開催された「トランスフォーマーFES 2016」の主題歌にも起用されている。

## 放送局
| 放送地域 | 放送局             | 放送期間               | 放送日時             | 放送系列   |
| -------- | ------------------ | ---------------------- | -------------------- | ---------- |
| 東京都   | TOKYO MX MX1       | 2016年1月5日 - 3月29日 | 火曜日 21:55 - 22:00 | 独立局     |
| 日本全域 | ニコニコチャンネル | 2016年1月5日 - 3月29日 | 火曜日 21:55 更新    | ネット配信 |
| 日本全域 | YouTube            | 2016年1月5日 - 3月29日 | 火曜日 21:55 更新    | ネット配信 |